# Good Friendly Violent Fun
Good Friendly Violent Fun címmel jelent meg az amerikai Exodus együttes első koncertlemeze 1991. november 5-én. A felvételek 1989. július 14-én kerültek rögzítésre a San Francisco városában található The Filmore-ban. A lemez címe az 1989-es Fabulous Disaster albumon hallható The Toxic Waltz egyik sorából származik. Az albumra a Dirty Deeds Done Dirt Cheap képében egy AC/DC feldolgozás is felkerült.

## Számlista
1. Fabulous Disaster – 5:46
2. Chemi-Kill – 6:09
3. 'Til Death Do Us Part – 5:07
4. The Toxic Waltz – 4:39
5. Cajun Hell – 5:55
6. Corruption – 5:37
7. Brain Dead – 4:31
8. Dirty Deeds Done Dirt Cheap – 4:42 (AC/DC feldolgozás)

## Tagok
- Steve Souza – ének
- Gary Holt – gitár
- Rick Hunolt – gitár
- Rob McKillop – basszusgitár
- John Tempesta – dob

## További tudnivalók
- Felvétel: 1989. július 14. The Fillmore, San Francisco
- Utómunka: Westwood One
- Keverés: Marc Senesac, Soma Sync stúdió, San Francisco
- Maszterelés: Ken Lee, Rocket Lab stúdió, San Francisco
- Borító: Sean Wyett
- Borítóterv: Kathy Milone
- Fotó: Ienny Raisler és Gene Ambo